# Skup (powiat gołdapski)
Skup (niem. Hohenbrück) – osada w Polsce, w województwie warmińsko-mazurskim, w powiecie gołdapskim, w gminie Gołdap.
W latach 1975–1998 miejscowość należała administracyjnie do województwa suwalskiego.

## Nazwa
28 marca 1949 r. ustalono urzędową polską nazwę miejscowości – Skup, określając drugi przypadek jako Skupa, a przymiotnik – skupski.